# Рансом (Канзас)
Рансом (енгл. Ransom) град је у америчкој савезној држави Канзас.

## Демографија
По попису из 2010. године број становника је 294, што је 44 (-13,0%) становника мање него 2000. године.
| Група             | 2000.       | 2010.       |
| Белци             | 336 (99,4%) | 290 (98,6%) |
| Афроамериканци    | 0 (0,0%)    | 0 (0,0%)    |
| Азијати           | 0 (0,0%)    | 0 (0,0%)    |
| Хиспаноамериканци | 2 (0,6%)    | 2 (0,7%)    |
| Укупно            | 338         | 294         |